# Fremad (skuespil)
 For alternative betydninger, se Fremad. (Se også artikler, som begynder med Fremad)
Fremad, et skuespil opført på Folketeatret i København 1974. En lokaliseret version af The Changing Room (1972) af David Storey (f. 1933). Originalversionen var spillet i New York i 1973 
Den ret løst komponerede handling foregår i omklædningsrummet før, under, og efter en fodboldkamp. Stykket havde en del publikumsappeal, dels takket være denne sportsgrens store popularitet, og dels fordi man får et indblik i hvad der ellers ikke er synligt for offentligheden. En stor del af tiden tumler fodboldklubben "Fremad"s spillere nemlig omkring i omklædningsrummet delvis eller fuldstændigt nøgne – noget som i 1974 på en (seriøs) dansk teaterscene i det mindste havde nyhedens interesse.
Blandt de medvirkende skuespillere, som altså ikke var bange for at lade sig se fuldstændig afklædte, var blandt andet Peter Steen (som netop i 1974 havde forladt Det kgl. Teater) og Hugo Øster Bendtsen.